# Петрарка (награда)
Международната литературна награда „Петрарка“ (на немски: Petrarca-Preis), наречена на ренесансовия поет Франческо Петрарка, е учредена през 1975 г. от немския издател и историк на изкуството Хуберт Бурда за съвременни писатели и преводачи. Наградата е в размер на 20 000 €.
Отличието се дава от 1975 до 1999 г. От 1999 до 2009 г. като следовник на наградата „Петрарка“ се присъжда наградата Херман Ленц, а от 2010 до 2014 г. – отново наградата „Петрарка“.

## Носители на наградата
- 1975 – Ролф Дитер Бринкман
- 1976 – Сара Кирш и Ернст Майстер
- 1977 – Херберт Ахтернбуш
- 1978 – Алфред Колерич
- 1979 – Збигнев Херберт
- 1980 – Лудвиг Хол
- 1981 – Тумас Транстрьомер
- 1982 – Илзе Айхингер
- 1983 – Герхард Майер
- 1984 – Густав Янус
- 1987 – Херман Ленц
- 1988 – Филип Жакоте
- 1989 – Ян Скацел
- 1990 – Паул Вюр
- 1991 – Джон Бъргър
- 1992 – Майкъл Хамбъргър
- 1993 – Генадий Айги
- 1994 – Хелмут Фербер
- 1995 – Лес Мърей
- 2010 – Пиер Мишон и Ери Де Лука
- 2011 – Джон Бърнсайд и Флориан Липуш
- 2012 – Кито Лоренц и Миодраг Павлович
- 2013 – Адонис и Робин Робъртсън
- 2014 – Франц Мон и Томас Венцлова

## Награда за преводач
От 1987 до 1995 г. допълнително се пръсъжда Награда „Петрарка“ за художествен превод.
Сред преводачите, отличени с наградата, са Феликс Филип Инголд, Илма Ракуза и др.